# Gostja iz budusjjego
Gostja iz budusjjego (russisk: Гостья из будущего) er en sovjetisk miniserie fra 1985 af Pavel Arsenov.

## Medvirkende
- Natalja Guseva som Alisa Seleznjova
- Aleksej Fomkin som Kolja Gerasimov
- Marjana Ionesyan som Julja Gribkova
- Ilja Naumov som Fima Koroljov
- Vjatjeslav Nevinnyj